# Joan Bibiloni
Joan Bibiloni Febrer (Manacor, Baleares, 30 de diciembre de 1952), más conocido como Joan Bibiloni, es un guitarrista, arreglista y compositor español. Artista prolífico en catalán, ha sido también productor de músicos como Marina Rossell o Antonio Vega. En 1982 fue cofundador, junto a Miguel Ángel Sancho, del sello discográfico Blau.

## Trayectoria artística
Bibiloni graba su primer disco con tan solo quince años, los siguientes cuatro años formó parte de los grupos Harlem y Talayots. Formó el grupo Zebra (fusión de Los Bravos y Z-66) y juntos editaron 11 discos. Posteriormente fue integrante del dúo “Milán y Bibilioni”, grabaron un disco. En 1981 se unió a la Kevin Ayers Band, coproduciendo un elepé. En 1982 grabó su primer disco en solitario:"Joana Lluna". En 1983 con Jorge Pardo produjo y grabó, luego se unió en banda a Jorge Pardo, Max Sunyer y Kitflus, llevaron a cabo actuaciones y colaboraciones discográficas. Bibiloni editó en Estados Unidos el disco "Color Drops" junto al flautista americano Ernie Mansfield. En 1985 formó dúo junto a Larry Coryell. Ha producido a artistas como Tomeu Penya, Marina Rossell, Antonio Vega o Furnish Time, también ha colaborado con Maria del Mar Bonet.

## Discografía
- 1982: Joana Lluna (en CD 1993)
- 1984: Una vida llarga i tranquil·la
- 1985: Colors drops (con Ernie Mansfield)
- 1986: Papi, are you OK? (con Deborah Carter)
- 1986: The Tug
- 1987: Silencio roto (con Larry Coryell)
- 1988: For a future smile
- 1989: Born
- 1991: Viaje en el tiempo
- 1992: Cassette recording (con Pepe Milán)
- 1994: Poemes a Nai (Poemas de Miquel Àngel Riera) con Lluís Massanès y Pep Tosar.
- 1994: Brut
- 1996: Les millors balades
- 1999: Balears
- 2000: BSO Km. 0
- 2002: Joana Lluna (Edición XX aniversario)
- 2003: Mà en es cor
- 2005: Això era i no era III
- 2005: Contant, cantant. Rondalletes
- 2006: Instrumental 07
- 2017: Joana Lluna (Edició XXX aniversari)
- 2017: From Mallorca in a Brazilian Touch
- 2018: Born
- 2018: Love
- 2020: Collage
- 2020: Selected Works 1982 to 1989
- 2020: Guitarra
- 2020: Damunt sa roca. Poemes i música per no emmalaltir. Collage vol. 1
- 2020: Silencio roto Rhythmic Beats. Collage vol. 2
- 2021: Inspirational Uncomposition. Collage vol. 3
- 2021: Oníric. Collage vol. 4
- 2021: Calaix de sastre. Collage vol. 5
- 2021: Show me your gun
- 2021: Balades
- 2021: Sun set
- 2022: Various
- 2024: Tribut a La casa en obres de Pep Tosar